# جارد ماكليود
جارد ماكليود هو منافس ألعاب قوى كندي، ولد في 3 أبريل 1980 في وينيبيغ في كندا.

## وصلات خارجية
- جارد ماكليود على موقع الاتحاد الدولي لألعاب القوى (الإنجليزية)
- جارد ماكليود على موقع الاتحاد الكندي لألعاب القوى (الإنجليزية)
- جارد ماكليود على موقع اللجنة الأولمبية الكندية (الإنجليزية)
- جارد ماكليود على موقع اتحاد ألعاب الكومنولث (مؤرشف) (الإنجليزية)
- جارد ماكليود على موقع دورة ألعاب الكومنولث 2006 (مؤرشف) (الإنجليزية)